# 비룡폭포 (백두산)

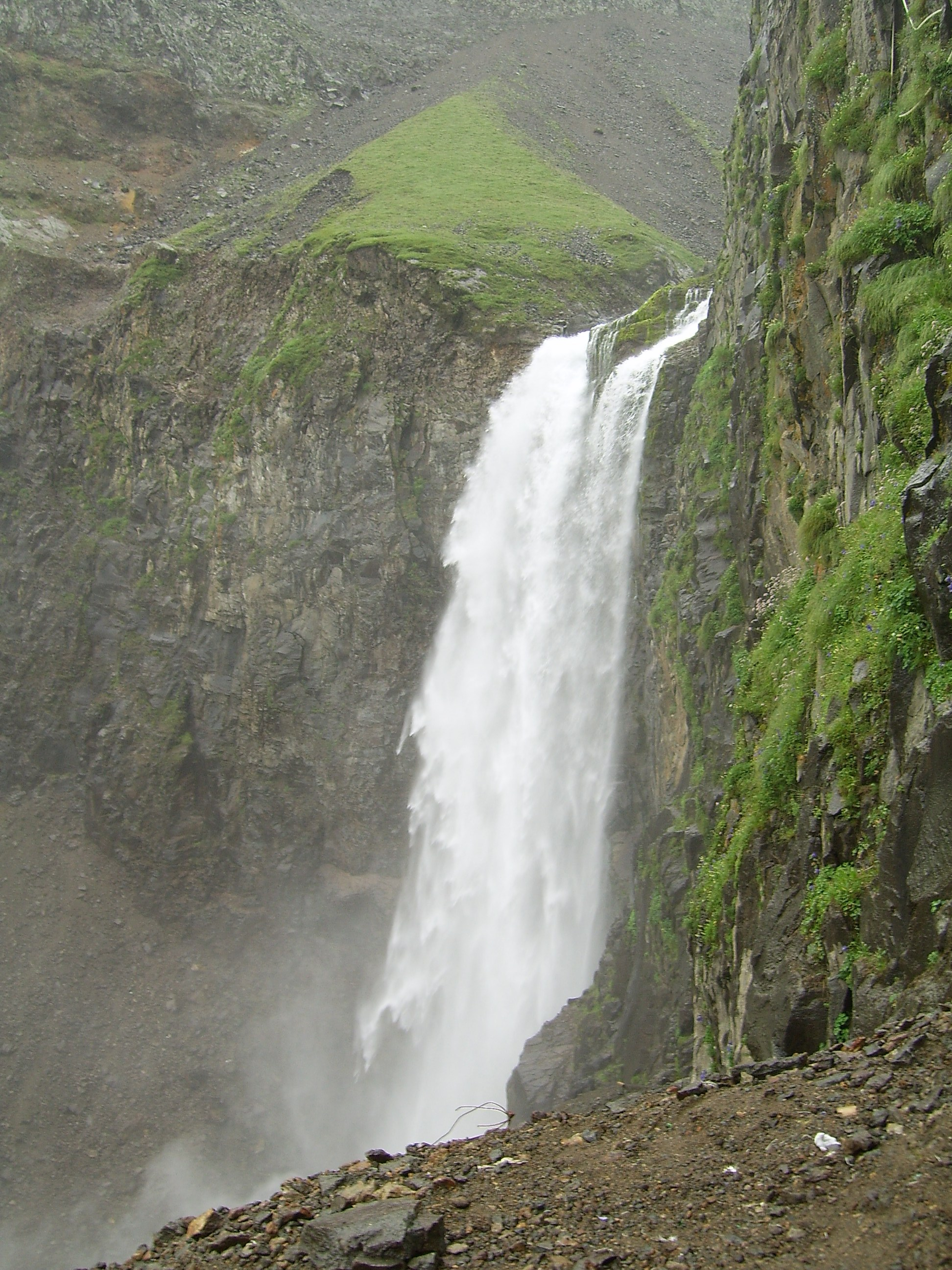
백두산 비룡폭포

비룡폭포(飛龍瀑布) 또는 백두산 (천지) 폭포(白頭山(天池)瀑布)는 북한의 량강도 백두산 북쪽 비탈 승사하 북쪽 천지에서 하류 쪽으로 1,250m 지점에서 68m 높이 단층절벽에 있는 폭포다.

## 개요
백두산 천지 폭포는 해발 2,000m 높이에 있다. 이것은 백두산에서 제일 큰 폭포이며 아시아 동북부에서 제일 큰 폭포다. 68m 높이에서 쏟아져 내리는 폭포의 흰 물줄기는 마치 흰구슬이 쏟아지는 것 같고, 세차게 떨어지는 폭포수는 매우 아름다운 장관을 이룬다. 폭포수에는 무지개가 어리고, 폭포 물소리 또한 층암절벽에 부딪쳐 퍼져 웅장함을 더한다. 폭포수는 1년 사계절 계속 쏟아지며 겨울에도 얼음 밑으로 폭포수가 쏟아진다. 폭포수가 계속 쏟아져 폭포 밑은 20m 깊이로 패여 있다. 폭포의 높이는 화산 쇄설물 암석이 유수의 침식작용으로 인해 깎여 낮아지고 있다.

## 같이 보기
- 백두산
- 천지
- 폭포 목록

## 참고 하기
- 백두산의 폭포